# Rúfio Ceiônio Sabino
Rúfio Ceiônio Sabino (em latim: Rufius Caeionius Sabinus) foi um sacerdote romano do século IV.

## Vida
Sabino era possivelmente neto de Antônio Cecina Sabino e filho de Rúfio Ceiônio Cecina Sabino. Talvez pode ser o Sabino introduzido a Quinto Aurélio Símaco por Eutrópio e com o sogro de Cartério. Em 12 de março de 377, recebeu o taurobólio e dedicou um altar para Magna Mater e Átis. Nele registra que era homem claríssimo, pontífice maior, hierofante de deusa Hécate, áugure público dos quirites, e sacerdote de Mitra.